# トニー・ロペス
トニー・ロペス（Tony Lopez、1963年2月24日 - ）は、アメリカ合衆国の男性プロボクサー。カリフォルニア州サクラメント出身。元IBF世界スーパーフェザー級王者。元WBA世界ライト級王者。世界2階級制覇王者。

## 来歴
1983年5月3日、ロペスはプロデビューを果たし初回TKO勝ちで白星でデビューを飾った。
無敗をキープしたが1987年9月1日、ラモン・リコと対戦し7回失格負けで珍しい形での初黒星となった。
1988年7月23日、カリフォルニア州サクラメントのアルコ・アリーナでIBF世界スーパーフェザー級王者ロッキー・ロックリッジと対戦し8回にダウンを奪われるも持ち直して12回3-0の判定勝ちで初挑戦での王座獲得に成功した。なおこの試合は1988年度リングマガジン ファイト・オブ・ザ・イヤーに選出された。
1988年10月27日、アルコ・アリーナで後のIBF世界同級王者ジョン・ジョン・モリナと対戦し12回3-0の判定勝ちで初防衛に成功した。
1989年3月5日、ロッキー・ロックリッジとリマッチを行い12回3-0の判定勝ちで2度目の防衛に成功した。
1989年6月18日、シーザーズ・タホ内アウトドア・アリーナでタイロン・ジャクソンと対戦し8回2分46秒TKO勝ちで3度目の防衛に成功した。
1989年10月7日、アルコ・アリーナでジョン・ジョン・モリナと2度目の対戦を行い、自身初のKO負けとなる10回2分40秒TKO負けで4度目の防衛に失敗し王座から陥落した。
1990年5月20日、ジョン・ジョン・モリナと3度目の対戦を行い12回2-1の判定勝ちで7か月振りの王座返り咲きに成功した。
1990年9月22日、アルコ・アリーナで元IBF世界フェザー級王者ホルヘ・パエスと対戦し12回3-0の判定勝ちでパエスの2階級制覇を阻止して初防衛に成功した。
試合後、1990年度リングマガジン・カムバック・オブ・ザ・イヤーを受賞した。
1991年3月15日、アルコ・アリーナでクラス2番目の11度の防衛を誇るWBA世界スーパーフェザー級王者ブライアン・ミッチェルと王座統一戦を行い12回1-1の三者三様の引き分けに終わりWBA王座獲得に失敗したが、IBF王座2度目の防衛に成功した。
1991年7月12日、ルーペ・グティエレスと対戦し6回2分42秒TKO勝ちで3度目の防衛に成功した。
1991年9月13日、ブライアン・ミッチェルと6か月振りに再戦し12回0-3の判定負けで4度目の防衛に失敗し王座から陥落した。
1992年10月24日、29戦全勝のWBA世界ライト級王者ジョーイ・ガマチェと対戦し11回40秒逆転TKO勝ちで2階級制覇に成功した。
1993年2月12日、アルコ・アリーナでディンガン・トベラと対戦し12回3-0の判定勝ちで初防衛に成功した。
1993年6月26日、ロペス初の海外試合で南アフリカに登場。スーパーボウルでディンガン・トベラと対戦し12回0-3の判定負けで2度目の防衛に失敗し王座から陥落した。
1994年12月10日、メキシコモンテレイのエスタディオ・デ・ベウスボールでWBC世界スーパーライト級王者フリオ・セサール・チャベスと対戦し10回レフェリーストップで3階級制覇に失敗した。
1995年8月12日、ネバダ州ラスベガスMGMグランドで後のIBF世界ライト級王者でUSBA世界スーパーライト級王者フレディ・ペンデルトンと対戦し初回に先制のダウンを奪うも、8回にダウンを4度奪われ8回43秒TKO負けで王座獲得に失敗した。
1996年3月26日、NABF北米スーパーライト級王者チャールス・ムライと対戦し12回0-3の判定負けで王座獲得に失敗した。
1998年9月26日、NABO北米スーパーライト級王者ジェイミー・オセグエダと対戦し3回42秒TKO勝ちで王座獲得に成功した。
1999年2月20日、ヘクター・クイローズと対戦し初回2分54秒TKO負けで初防衛に失敗し王座から陥落した。この試合を最後に現役を引退した。

## 獲得タイトル
- IBF世界スーパーフェザー級王座（1期目は防衛3度。2期目も防衛3度。）
- WBA世界ライト級王座（防衛1）
- NABO北米スーパーライト級王座

## 表彰
- 1988年度リングマガジン ファイト・オブ・ザ・イヤー（ロッキー・ロックリッジ第1戦）
- 1990年度リングマガジン カムバック・オブ・ザ・イヤー